# Palazzo Acquaviva d’Atri

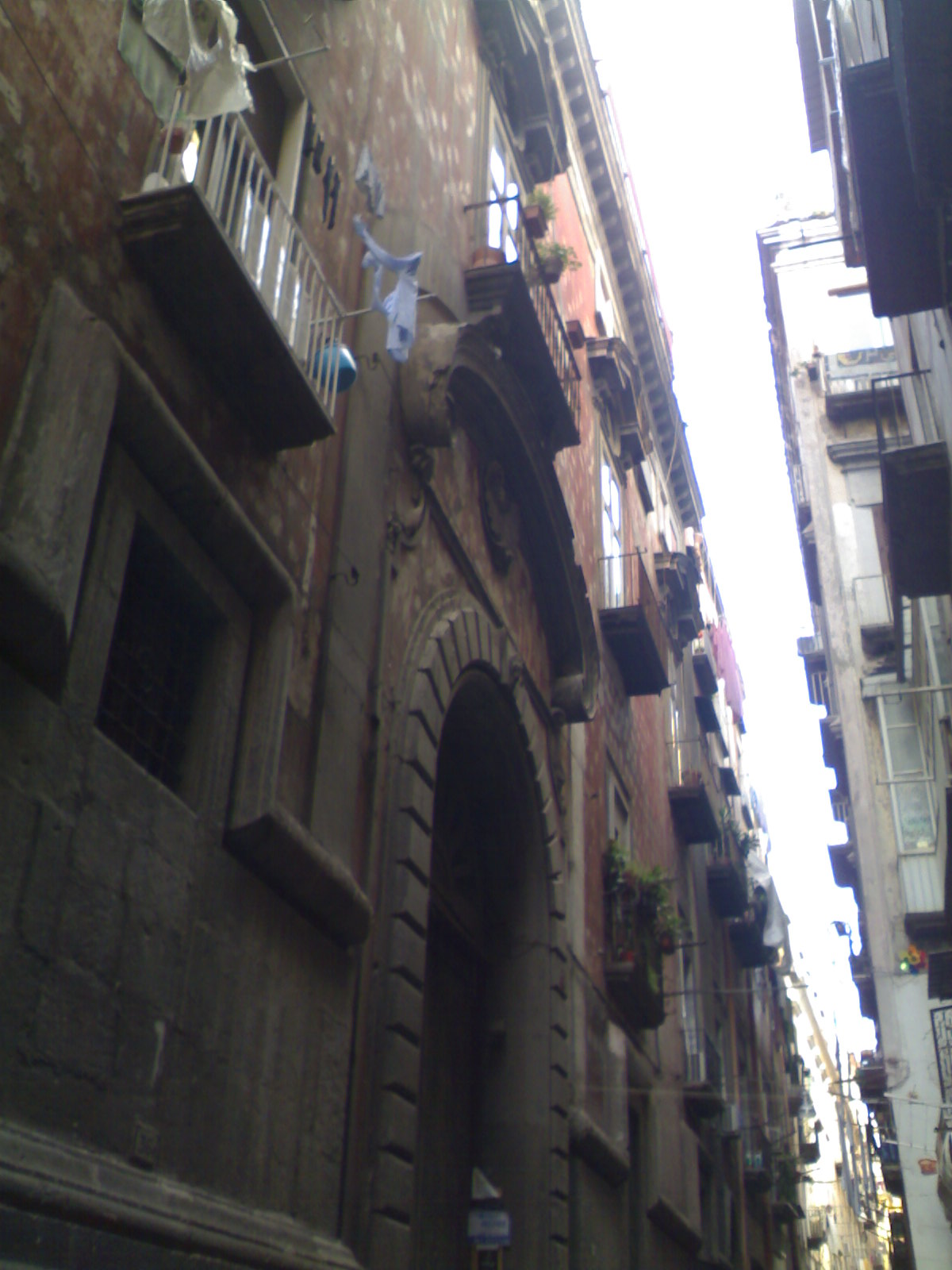
Palazzo Acquaviva d’Atri in Neapel

Der Palazzo Acquaviva d’Atri ist ein Palast aus dem 16. Jahrhundert im Viertel San Lorenzo von Neapel in der italienischen Region Kampanien. Der Haupteingang liegt in der Via Atri, 37.

## Geschichte
Seit Anfang des 15. Jahrhunderts besaßen die Herzöge von Atri ein Wohnhaus in der Gegend um die Porta Donnoroso, das in den zeitgenössischen Dokumenten „la casa del duca d’Atri a S. Pietro“ (dt.: das Haus des Herzogs von Atri bei St. Peter) genannt wird. Die Anwesenheit der Familie Acquaviva in der Gegend ist ab 1470 nachgewiesen, als Giulio Antonio Acquaviva, Galcerán de Requesens y Joan de Soler, Graf von Trivento und Admiral der aragonesischen Flotte, den Palast vom König als Geschenk erhielt. Anfang des 16. Jahrhunderts beauftragte der Sohn von Giulio Antonio Acquaviva und achter Herzog von Atri, Andrea Matteo, den Architekten Giovanni Francesco Mormando, in der Gegend seines Anwesens einen großen Palast zu errichten, der dem Stand entsprach, den seine Familie im Königreich Neapel erreicht hatte. Vermutlich baute dieser den Palast um, den der Vater Andrea Matteos einige Jahrzehnte vorher erworben hatte. 1514 wurden bereits die Arbeiten an den Verzierungen aus Piperno durchgeführt, die noch heute das Portal des Gebäudes kennzeichnen.
Unter der Schirmherrschaft von Andrea Matteo Acquaviva war der Palast ein Treffpunkt bekannter Literaten, wie Giovanni Pontano und Jacopo Sannazaro, deren Werke in einer Druckerei gedruckt wurden, die dem Herzog von Atri gehörte.
1773 wurde das Gebäude erneut umgebaut. Giuseppe Astarita verpasste ihm ein barockes Aussehen.
Anfang des 19. Jahrhunderts kaufte David Winspeare den Palast nach seiner Ernennung zum Baron 1814. Die Familie erwarb später durch Heirat den Titel eines Herzogs von Salve. Das Wappen der Familie Winspeare ist heute noch, wenn auch stark beschädigt, in der Wandmalerei über den Eingangsportal zu erkennen.

## Beschreibung
Das Äußere des Palastes ist durch einen Sockel in Piperno mit einem Torus aus demselben Material gekennzeichnet, der die Fenster einrahmt. Das Portal zeigt ein Tympanon mit Volutenranken. Die Fenster der oberen Stockwerke sind mit Rahmen dekoriert, die vorspringende Tympana haben, definiert durch zentrale Öffnungen zur Belichtung der Zimmer.
Im Innenhof befindet sich ein alter Brunnen, während das Gebäude durch Bögen aus Piperno gekennzeichnet ist, die den Umfang begrenzen.

## Bildergalerie

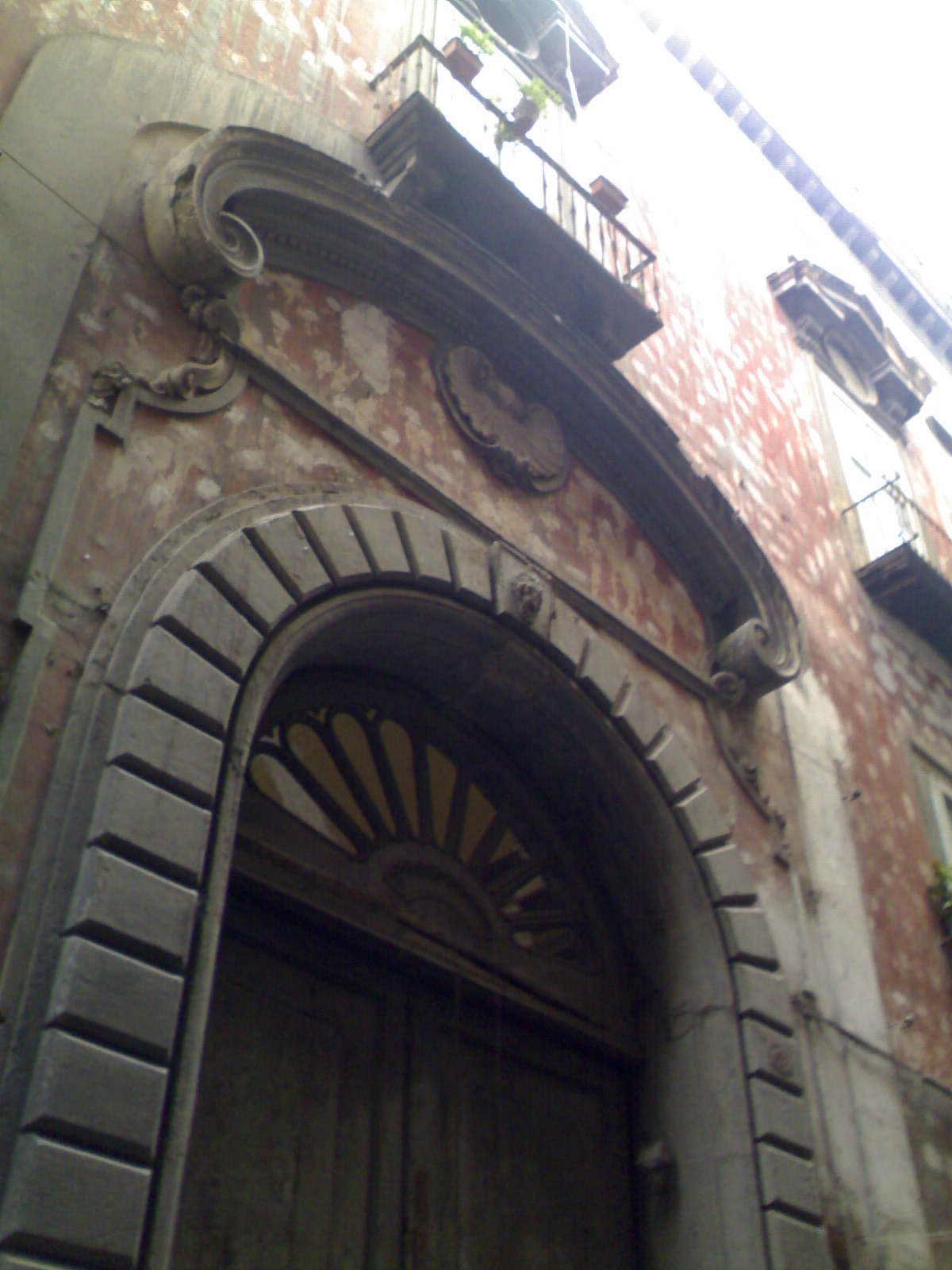
Detail des Portals
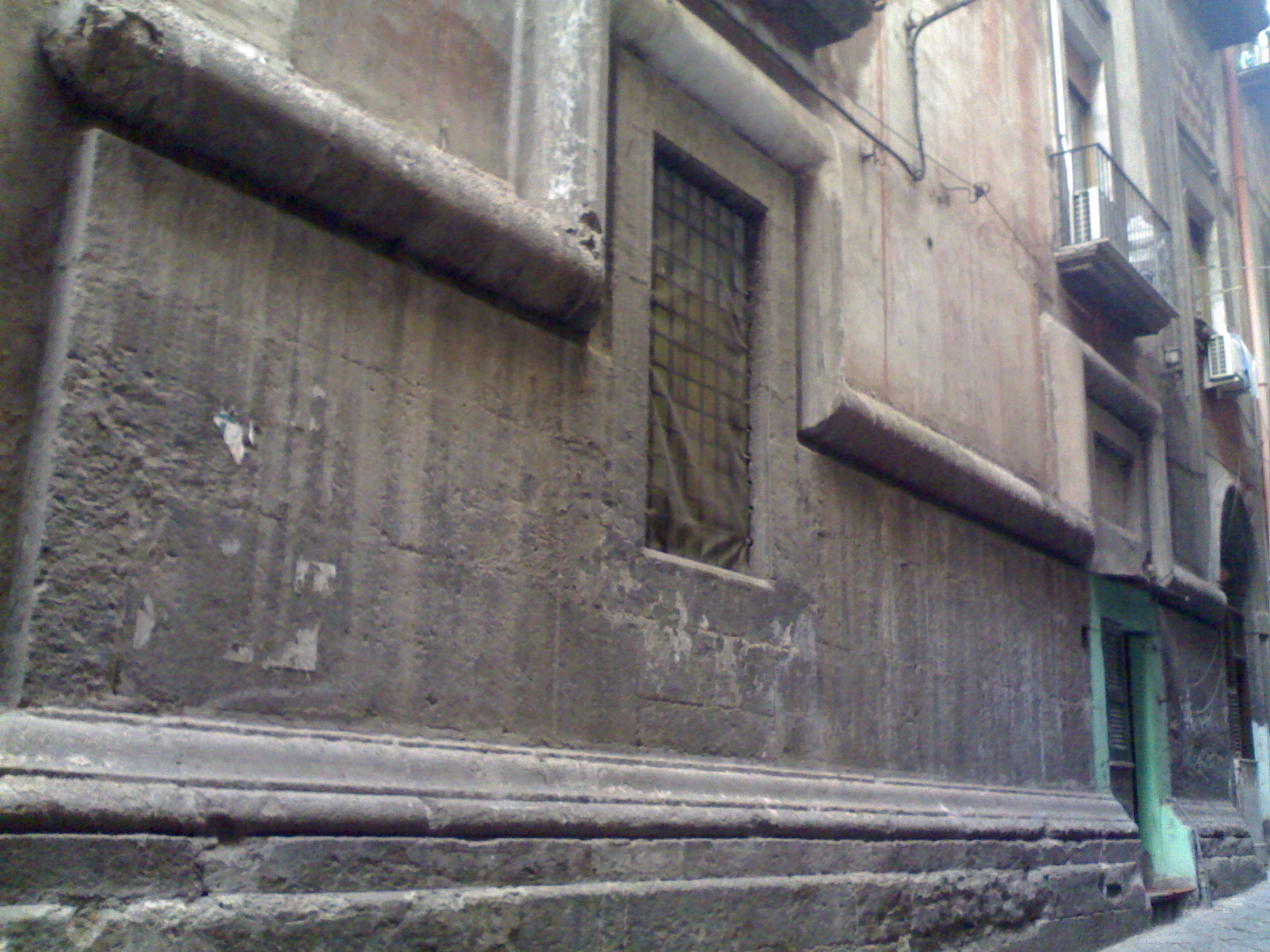
Der Sockel